# 콘도그
콘도그(corn dog)는 뜨거운 식용유에 튀긴 옥수수 가루 반죽으로 만든 핫도그다. 원래는 막대가 없었으나, 최근에는 거의 모든 콘도그에는 막대에 끼워서 먹는다. 한국에서는 주로 케첩과 설탕 그리고 머스터드를 뿌려먹는다. 대한민국과 뉴질랜드에서는 콘도그를 핫도그라고 부른다. 일본에서는 아메리칸도그(일본어: アメリカンドッグ←american dog)라고 부른다.
대한민국에서는 역사가 오래된 음식이며 1985년 당시 가격이 50원이었다.

## 사진

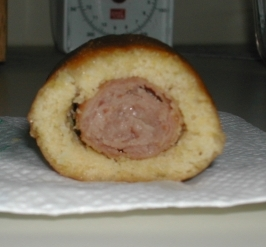
단면
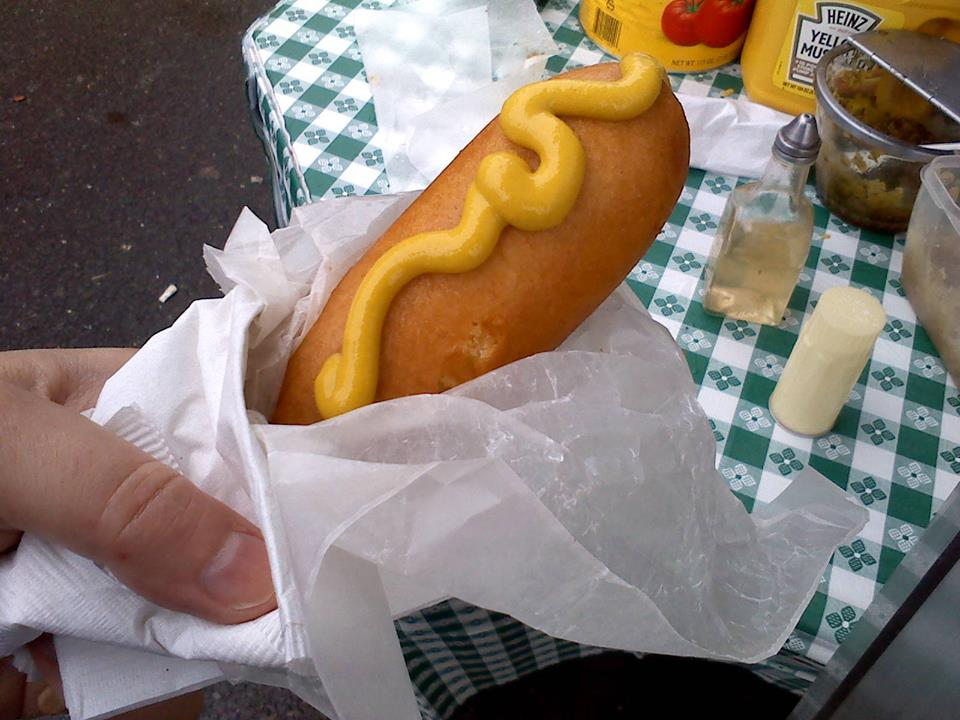
콘도그와 머스터드
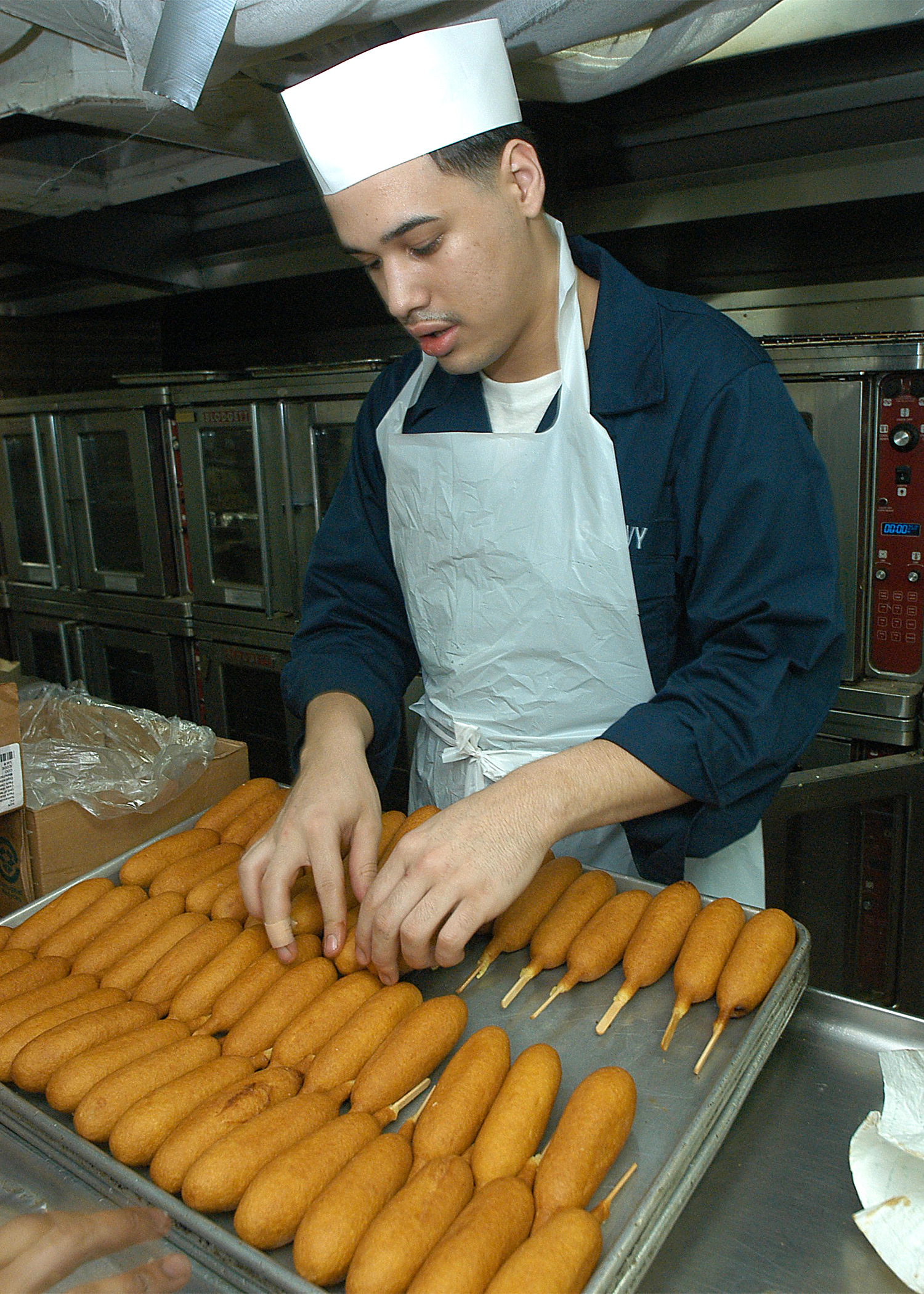
USS 조지 워싱턴 (CVN-73)에서 놓여져 있는 콘도그 (2004년 7월)
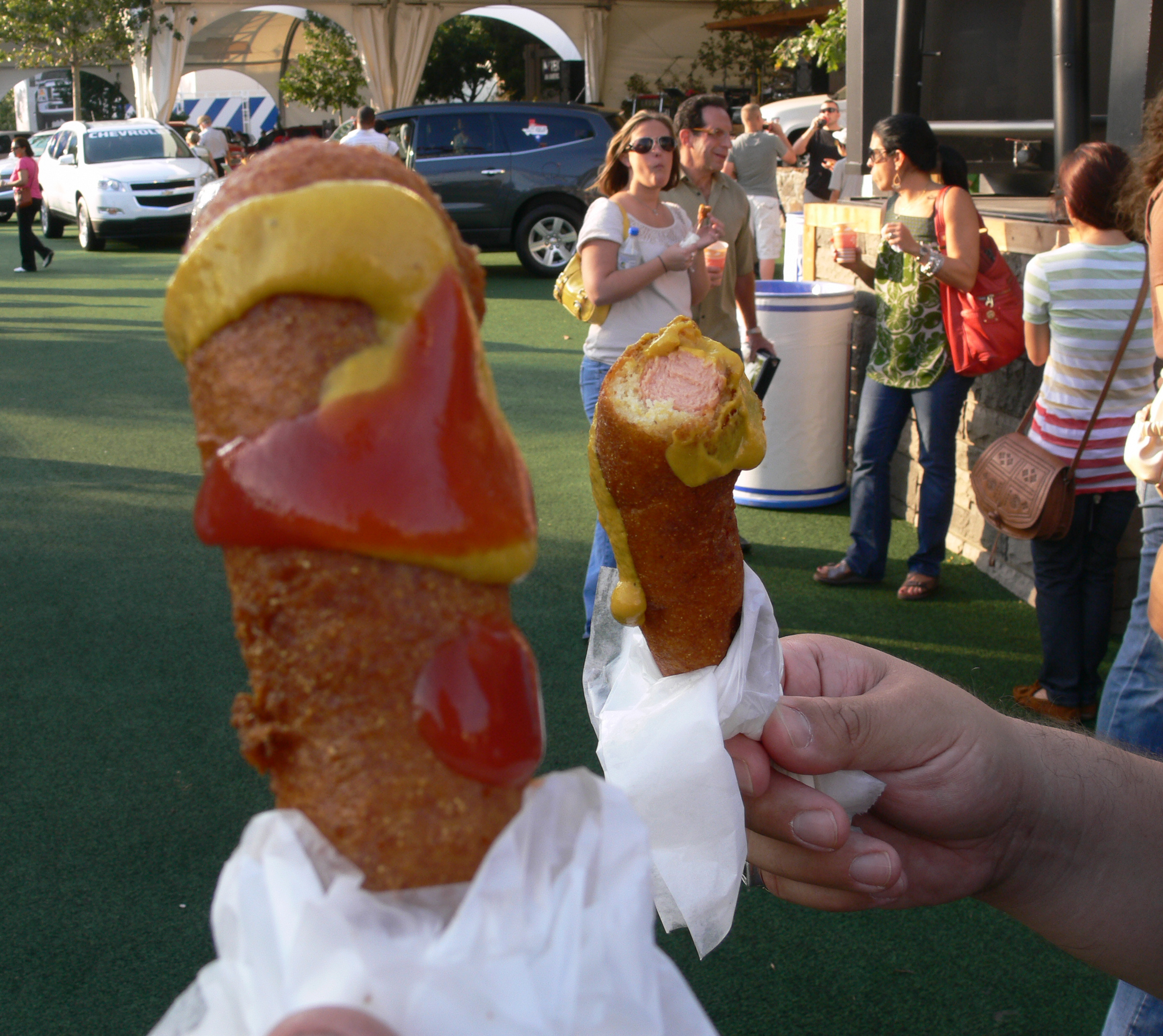
텍사스주 박람회 스테이트 페어의 콘도그 (2008년 10월)
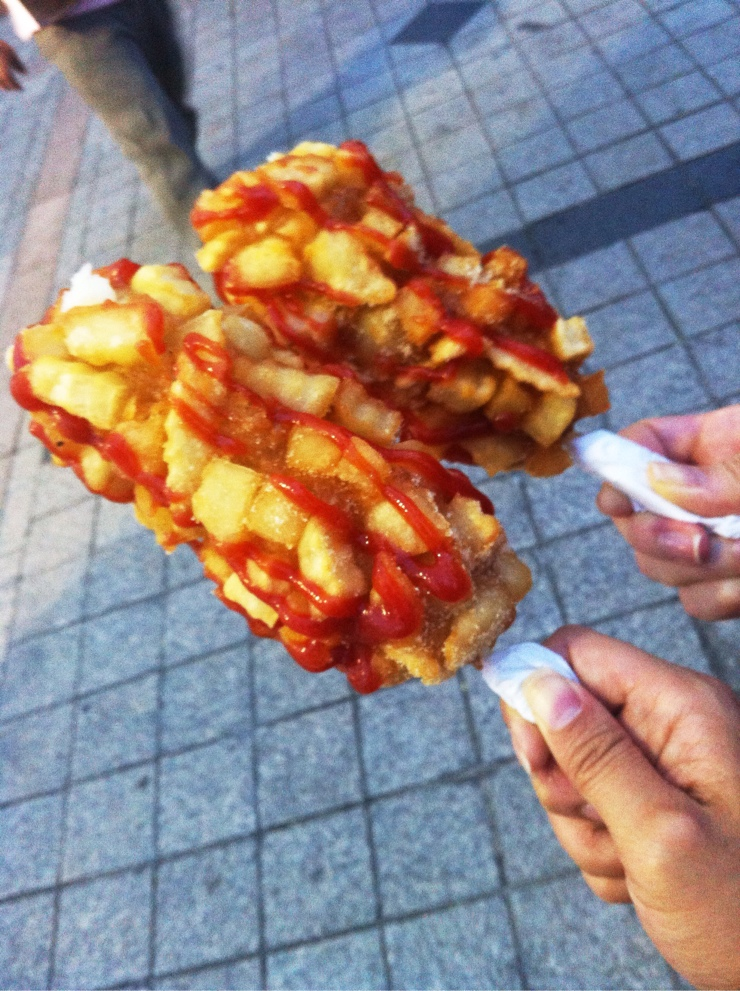
대한민국의 감자핫도그
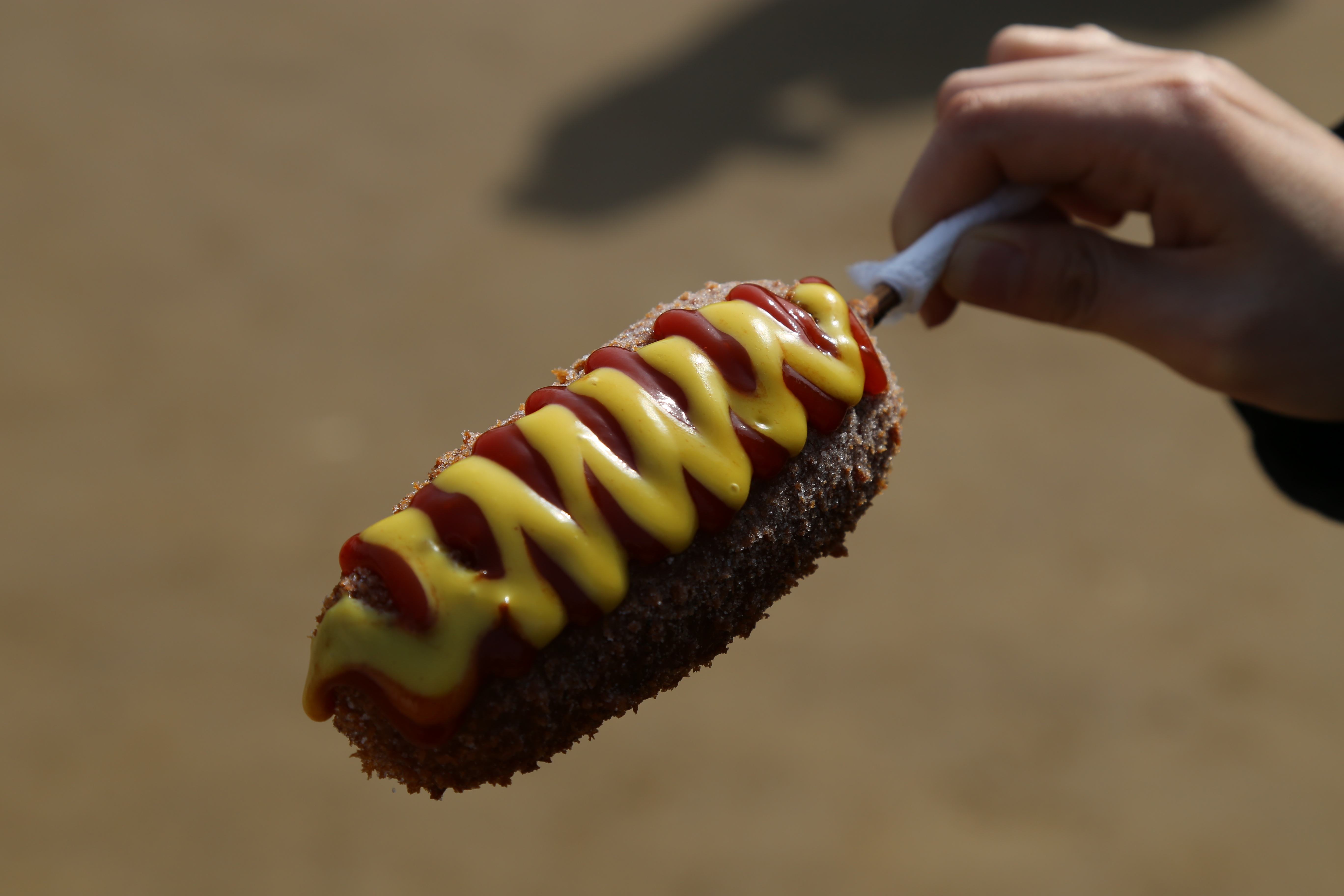
대한민국의 길거리 핫도그
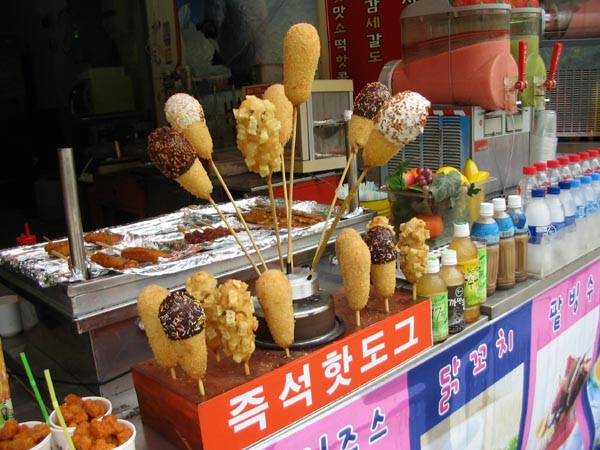
초콜릿을 바른 옥수수 오징어 핫도그

## 같이 보기
- 핫도그
- 고로케

## 참고 문헌
- Man Bites Dog: Hot Dog Culture in America,Bruce Kraig,2012